# Chojniczanka Chojnice
Maillots
Dernière mise à jour : 13 juillet 2024.
Le Chojniczanka Chojnice est un club polonais de football professionnel fondé le 10 mars 1930 et basé à Chojnice, dans la voïvodie de Poméranie. Son équipe principale reçoit ses adversaires au stade municipal de Chojnice, enceinte pouvant accueillir jusqu'à 3 500 personnes.

## Histoire

### Fondation et débuts
Fondé officiellement le 10 mars 1930, le Chojniczanka Chojnice compte au départ plusieurs sections sportives (football, handball, volley-ball, hockey sur glace…), avant que la plupart ne disparaissent au fil des années, faute de bons résultats ou à cause de la Seconde Guerre mondiale. Finalement, seules les sections football, boxe et athlétisme résistent au temps, même si elles ne brillent pas au niveau national.

### Accède à la deuxième division

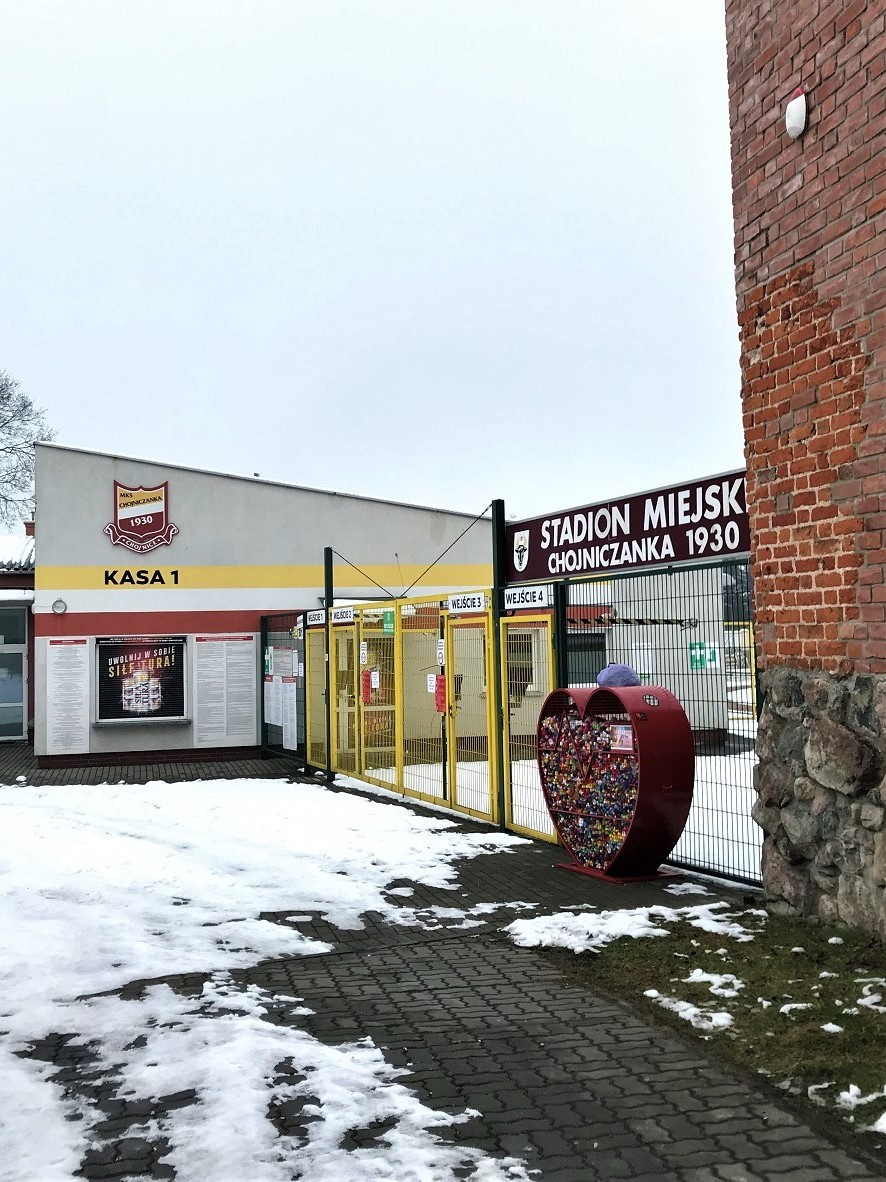
Stade de Chojnice en 2021.

En 2013, l'équipe de football du Chojniczanka accède pour la première fois de son histoire à la deuxième division, après plusieurs décennies passées au niveau régional. À la lutte toute la saison pour éviter la relégation, le club y termine finalement à la 14e place, devançant la zone rouge à la différence de points particulière sur ses concurrents. Lors de la saison 2014-2015, le Chojniczanka, après deux premiers mois compliqués, parvient à se hisser en première partie de tableau, et assure son maintien très rapidement. Avec vingt points d'avance sur la zone de relégation, il finit sur une belle cinquième place.
Lors de la saison suivante, le club réalise un beau parcours en Coupe de Pologne, où il atteint les quarts de finale et est finalement éliminé par le Legia Varsovie, dix-sept fois vainqueur de la compétition.

## Effectifs
- Adam Ryczkowski